# Roberto Garmendia Castañeda
Roberto F. Garmendia Castañeda (Cusco, 24 de junio de 1894 - Perú, 1984) fue un abogado y político peruano. Fue Presidente de la Corte Suprema de Justicia de la República del Perú entre 1961 y 1962. Formó parte de la Escuela Cuzqueña, generación de alumnos cusqueños que se agruparon en torno al regionalismo, indigenismo y descentralismo y es calificada como la generación más brillante que se produjo en el Cusco durante el siglo XX y la que tuvo un periodo de influencia más largo.
Nació en el Cusco en 1894. Realizó sus primeros estudios en el Colegio Nacional de Ciencias y Artes del Cusco. Fue alumno de leyes en la Universidad Nacional de San Antonio Abad del Cusco formando parte de la generación denominada Escuela Cuzqueña. Participó en la reforma de la universidad de 1909 y desde 1912 fue parte del grupo que publicó la Revista Universitaria fundada por el rector de la Universidad del Cusco Albert Giesecke junto con otras personalidades del ambiente académico cusqueño de la época como Luis E. Valcárcel, José Uriel García, Rafael Aguilar Páez, Miguel Corazao, Francisco Ponce de León Pacheco, Humberto Luna Pacheco, Francisco Tamayo, José Mendizábal y Luis Rafael Casanova.
Se casó con Adelina Lorena, hija del médico y político cusqueño Antonio Lorena Rozas, con quien tuvo tres hijos: Ángel Antonio, Fausto y Teresa. Además, estudió educación en el Instituto Pedagógico Nacional
Fue presidente de la Sociedad de Beneficencia Pública del Cusco en dos periodos, de 1933 a 1934 y de 1937 a 1939. En el intermedio, entre 1936 y 1937, fue Alcalde del Cusco. Fue elegido diputado por la provincia del Cusco en 1939 con 1854 votos por el partido Concentración Nacional que postuló también a Manuel Prado Ugarteche a la presidencia de la república.
Fue vocal de la Corte Suprema de Justicia del Perú y estuvo presente en la inauguración del Palacio de Justicia del Cusco en 1957 en representación del entonces Presidente de la Corte Suprema Carlos Sayán Álvarez. En 1961 sería Presidente de la Corte Suprema del Perú y ejerció ese cargo en los años judiciales de 1961 y 1962. 